# Ronna-
Ronna (ký hiệu R) là tiền tố SI được viết liền trước một đơn vị đo lường quốc tế để chỉ bội số lớn gấp 1027 hay 1.000.000.000.000.000.000.000.000.000 (1 tỷ tỷ tỷ) lần  của đơn vị này.
Tiền tố này được công nhận từ năm 2022. 